# Гулино, Хосе
Хосе Гулино (фр. José Gulino; род. в 1949 году) — великий мастер Великого востока Франции в 2012—2013 годах. С 2011 год по 2012 год он был генеральным директором Коммунаполе Ленс-Леввен.

## Путь в масонстве
Избран великим мастером Великого востока Франции на конвенте, который проходил в Ницце с 30 августа по 2 сентября 2012 года. Из 35 голосовавших членов Совета ордена 31 голос был за, 3 бюллетеня оказались не заполненными и 1 против). Хосе Гулино был единственным кандидатом, который мог добиться успеха в борьбе с Ги Арсизе, в команде которого Гулино был великим казначеем.
Хосе Гулино не останется просто великим мастером избранным на один год, он будет продолжать работу в Совете ордена ВВФ, куда он был избран ещё в 2010 году. Это его вторая должность, члена Совета ордена. По этой причине он не может быть избран дважды на должность великого мастера.
После своего избрания главой Великого востока Франции, он перестал заниматься своими профессиональными обязанностями и реализовал своё право выйти на пенсию.
После своего избрания, Хосе Гулино утверждал, что в обществе за последние 30 лет сформировались благоприятные условия для заключения однополых браков.